# サダフ・ハデム
サダフ・ハデム（ペルシア語: صدف خادم、英語: Sadaf Khadem、1995年1月23日 - ）は、イランの女子プロボクサーである。
イラン革命後、初めて公式戦を戦い、かつ勝利したイラン人女子プロボクサー。というのも、革命以後は女子ボクシングの試合が国内外問わず禁止されているためである。
2019年4月14日、フランスにてプロボクサーデビューを果たし、Anne Chauvinを3回KOで下した  。
試合後にハデムとトレーナーのマヤル・モンシプールは帰国を予定していたが、イランにおける女性の服装規則違反に伴う逮捕状が請求されたため帰国を断念した。